# توم أوديل
توم أوديل (Tom Odell) من مواليد 24 نوفمبر 1990، هو مغني وكاتب أغاني بريطاني، أصدر أول أسطوانة مطولة له في 2012 بعنوانSongs from Another Love. أول ألبوم له Long Way Down صدر في 24 يونيو 2013.

## روابط خارجية
- توم أوديل على موقع IMDb (الإنجليزية)
- توم أوديل على موقع ميوزك برينز (الإنجليزية)
- توم أوديل على موقع أول ميوزيك (الإنجليزية)
- توم أوديل على موقع ديسكوغز (الإنجليزية)
- توم أوديل على موقع قاعدة بيانات الفيلم (الإنجليزية)